# José W. Diokno
José Wright Diokno (26 février 1922 — 27 février 1987), également connu sous le nom de Ka Pepe, est un nationaliste, avocat et homme politique philippin. Considéré comme le « père des droits de l'homme aux Philippines », il est sénateur des Philippines, secrétaire à la justice, président fondateur de la Commission des droits de l'homme et fondateur du Free Legal Assistance Group (FLAG), le premier groupe d'avocats philippins des droits de l'homme. Diokno est aussi un orateur réputé en français.
En 2004, Diokno a reçu à titre posthume l'Ordre de Lakandula avec le rang de Supremo, la plus haute distinction des Philippines. Le 27 février, un jour après son anniversaire, est célébré aux Philippines sous le nom de Jose W. Diokno Day.

## Biographie

### Jeunesse et éducation

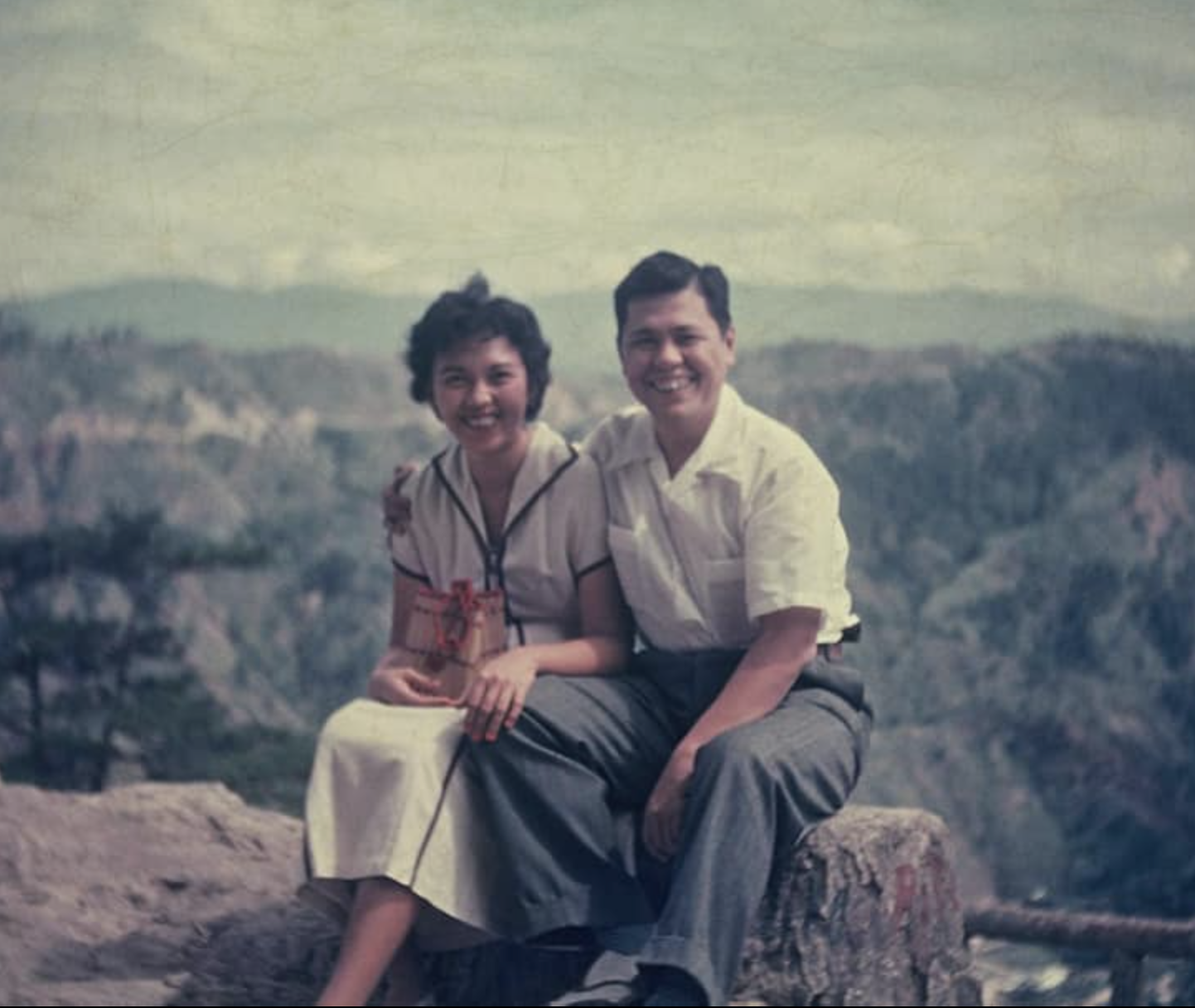
Diokno avec son épouse Carmen, qui est surnommée Nena.

Jose W. Diokno est né à Ermita, Manille le 26 février 1922 de Ramón Marasigan Diokno, ancien sénateur de Taal, Batangas, et de Leonor May Garcia Wright. Diokno a grandi au 48, rue Alhambra, Ermita, Manille   et est baptisé à l'église d'Ermita le 3 septembre 1922. Diokno est le septième de dix enfants et a trois demi-frères et sœurs de la première épouse de Ramón, Martha Fello Diokno, décédée il y a des années. En 1937, Diokno a obtenu son diplôme d'études secondaires en tant que major de la promotion au Collège de La Salle (maintenant appelé Université de La Salle ; DLSU), et a ensuite obtenu un baccalauréat en commerce, également au DLSU.
Après que Diokno se soit inscrit à l'Université de Santo Tomas, ses études sont interrompues par le déclenchement de la Seconde Guerre mondiale en 1941. À la fin de la guerre, il a obtenu une dispense spéciale de la Cour suprême des Philippines et est autorisé à passer l'examen du barreau philippin bien qu'il n'ait jamais obtenu son diplôme. Il a dominé l'examen du barreau de 1944 (Roll No. 5, Diokno est le premier avocat philippin à prêter serment et à figurer sur le Roll of Attorneys d'après-guerre le 26 juillet 1945) avec un futur allié de 24 ans nommé Jovito Salonga avec un score de 95,3, le plus élevé depuis que Jose L. Quintos de Bulacan a établi le record en 1903,. En guise de récompense, il a pris des vacances en solo aux États-Unis, où il appelait fréquemment Carmen « Nena » Icasiano, une étudiante en commerce de Bulacan qui étudiait à la Far Eastern University. Ils se sont rencontrés en 1946 lors d'un dîner organisé par un futur maire nommé Arsenio Lacson, et Diokno a commencé à la courtiser, refusant d'écouter son père épouser la fille de José Abad Santos. Diokno a épousé Carmen à l'église Ermita le 28 mars 1949 immédiatement après le retour de Diokno de son voyage écourté. Il lui a rapidement proposé après avoir découvert au téléphone qu'elle a la tuberculose et qu'elle a manqué de le voir.

### Avocat en hausse et années de secrétaire à la justice

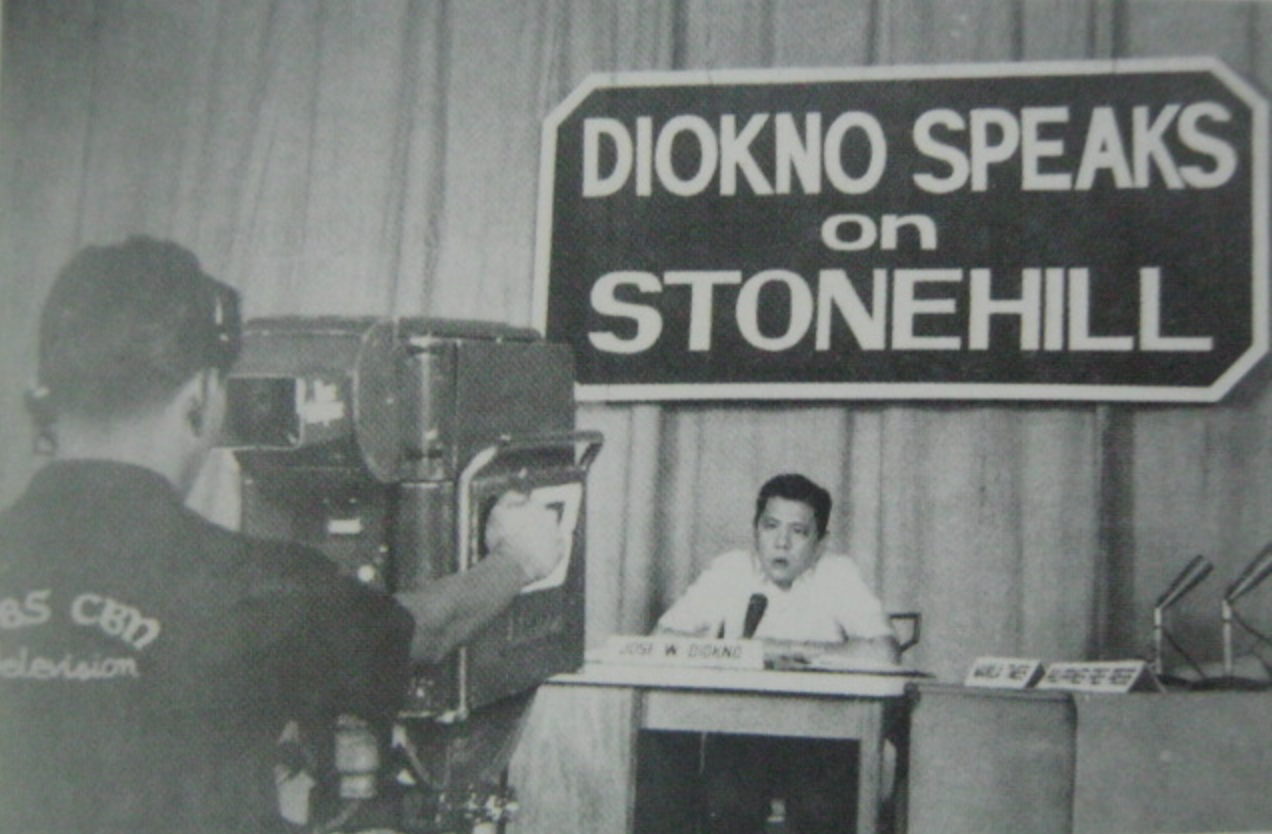
Seconde. Diokno s'exprimant lors d'une conférence télévisée

Avec sa réputation de praticien du droit établie et assurée, en 1961, Diokno est nommé secrétaire à la justice par le président Diosdado Macapagal grâce au soutien de Lacson.
En mars 1962, Diokno a ordonné une descente dans une entreprise appartenant à Harry S. Stonehill, un homme d'affaires américain soupçonné d'évasion fiscale et de corruption d'agents publics, entre autres crimes. L'enquête de Diokno sur Stonehill a en outre révélé la corruption au sein du gouvernement et, en tant que secrétaire à la Justice, il s'est préparé à poursuivre les personnes impliquées. Cependant, le président Macapagal est intervenu, négociant un accord qui absout Stonehill en échange de son expulsion, puis ordonnant à Diokno de démissionner. Diokno n'a appris sa démission que par les nouvelles et a reçu des menaces de mort de la part de partisans du président, ce qui a incité le maire Lacson à offrir à Diokno une sécurité spéciale. Diokno a remis en question les actions de Macapagal, en disant : « Comment le gouvernement peut-il maintenant poursuivre les corrompus alors qu'il a permis au corrupteur de partir[réf. nécessaire] ? »

## Sénateur
En 1963, Diokno s'est présenté comme sénateur sous le Parti nationaliste et a gagné avec près de la moitié du vote populaire. Ses lois et projets de loi sont souvent considérés comme nationalistes par essence, car il appelait à la création de la loi sur l'égalité de rémunération pour un travail égal, qui interdirait la discrimination des Philippins dans les entreprises américaines. Le tristement célèbre ex-président de San Miguel Corp. nommé Andy Soriano de l'Association philippine et l'ambassadeur américain Bill Blair Jr. se sont battus de manière controversée pour faire opposer leur veto au projet de loi avant de se retirer. Diokno a souvent combattu les politiques américaines impliquant des prix de transfert.
Pour sa performance en tant que législateur et lutte pour le nationalisme, Diokno est nommé sénateur exceptionnel par la « presse libre des Philippines » de 1967 à 1970, faisant de lui le seul législateur à recevoir cette reconnaissance pendant quatre années consécutives.
Le sénateur Diokno est devenu président de la commission sénatoriale des affaires économiques et a travaillé pour l'adoption d'une législation pro-philippine, y compris ce qui est considéré comme la loi d'incitation la plus importante du pays, la RA 5186, également connue sous le nom de loi de 1967 sur les incitations à l'investissement. qui offre des incitations aux investisseurs et entrepreneurs principalement philippins qui placeraient le contrôle de l'économie philippine principalement entre les mains des Philippins. La loi serait également la première initiative révolutionnaire de l'économie philippine à sortir progressivement de son état d'esprit de substitution des importations. Cela a également conduit à la création du Board of Investments, la première agence gouvernementale responsable de la propagation des investissements aux Philippines.

### Lois et projets de loi rédigés
- Loi sur les incitations à l'investissement, RA 5186 ;
- Loi sur les incitations à l'exportation, RA 6135 ;
- Loi sur la Commission de l'industrie pétrolière, RA 6173 ;
- Résolution commune n° 2 ;
- loi électorale révisée ;
- Une loi modifiant à nouveau la loi sur la retraite des forces armées, RA 4902 ;
- Loi sur l'égalité de rémunération pour un travail égal[11] ;
- projet de loi sur l'industrie cinématographique ;
- Projet de loi visant à rationaliser la procédure d'appel devant le Tribunal des relations agraires ;
- projet de loi prévoyant des avantages pour les juges municipaux et municipaux ;
- projet de loi pour créer des tribunaux pénaux de circuit ;
- projet de loi visant à nationaliser l'utilisation du crédit intérieur[12] ;

Lorsque Marcos a suspendu le droit légal fondamental du bref d'habeas corpus à la suite de l'attentat à la bombe du président contre le rassemblement Plaza Miranda des membres du Parti libéral, Diokno a démissionné du Parti Nacionalista en signe de protestation et est descendu dans la rue. Sén. Diokno a appelé les étudiants à commencer à protester contre l'administration, anticipant que Marcos, qui approchait de la fin de son dernier mandat, déclarerait la loi martiale et modifierait la constitution pour se donner le pouvoir absolu,.
Le 23 septembre 1972, le deuxième mandat de Diokno en tant que sénateur est officiellement écourté lorsque Marcos a annoncé la loi martiale à la télévision à 19 h (heure locale). Après que Diokno ait été amené au Camp Crame, il est transféré à Fort Bonifacio, où il est détenu avec d'autres membres de l'opposition tels qu'Aquino et Chino Roces, le fondateur et directeur du Manila Times, le principal journal de l'époque. Le ministre de la Défense de l'armée, Enrile, a offert un service de sécurité à Diokno « pour (le) protéger des assassins communistes », ce à quoi Diokno a ri et a répondu qu'il a vraiment besoin de la protection de l'armée. Un an plus tard, en 1975, Diokno est choisi comme président de l'Union des libertés civiles, poste qu'il a occupé jusqu'en 1982. Plus tard en mars 1983, Diokno a fondé le Kilusan sa Kapangyarihan à Karapatan ng Bayan (Mouvement pour la souveraineté et la démocratie du peuple) ou KAAKBAY, qui est idéologiquement indépendant des croyances comme le marxisme mais est rejoint par d'autres marxistes et capitalistes.

### Travail sur les droits de l'homme
Immédiatement après sa libération, Diokno a créé le Free Legal Assistance Group ou FLAG en 1974, qui offrait des services juridiques gratuits aux victimes de la loi martiale. C'est la première et la plus grande association d'avocats des droits de l'homme jamais réunie dans le pays. FLAG a traité 90 % des cas de droits humains dans le pays et a mis en place des programmes pour éduquer les citoyens sur les droits humains,. Diokno a également été impliqué dans la documentation de cas de torture, d'exécutions sommaires et de disparitions sous le régime de Marcos.
Diokno n'a pas eu peur d'être à nouveau arrêté et a fait le tour et l'extérieur des Philippines, diffusant un message d'espoir et de démocratie. Dans un autre discours souvent cité, il a un jour plaisanté : 

« Et ainsi la loi dans le pays est morte. J'en souffre mais je n'en désespère pas. Je sais, avec une certitude qu'aucun argument ne peut tourner, qu'aucun vent ne peut trembler, que de sa poussière s'élèvera une loi nouvelle et meilleure : plus juste, plus humaine et plus humaine. Quand cela arrivera, je ne sais pas. Que cela arrivera, je le sais. »

### Dernières années
Diokno a passé la dernière décennie de sa vie à réaliser des documentaires et des discours, et à diriger différentes coalitions et rassemblements dans les rues. Ses funérailles ont eu lieu au sanctuaire national de Notre-Dame du Mont Carmel à Quezon City.
Après le décès de Diokno, le président « Cory » Aquino a déclaré du 2 au 12 mars 1987 une période de deuil national, avec des drapeaux en berne. Exprimant son chagrin, Aquino a déclaré : « Pepe a bravé la dictature de Marcos avec un courage digne et éloquent dont notre pays se souviendra longtemps. » Elle a cité ce que son mari « Ninoy » disait souvent à ses amis que Diokno est « le seul homme qu'il suivrait sans aucun doute jusqu'au bout de la terre », et qu'il est « le Philippin le plus brillant. »
En 2017, le CHR a érigé une statue de neuf pieds de Diokno au centre de l'entrée du complexe du CHR à Diliman, Quezon City, et le parc environnant est nommé « Liwasang Diokno » ou Diokno Freedom Park. La salle à l'intérieur de l'enceinte s'appelle Bulwagang Diokno, ou la salle Diokno, et présente un buste et une peinture murale d'accompagnement du défunt président.

## Vie privée

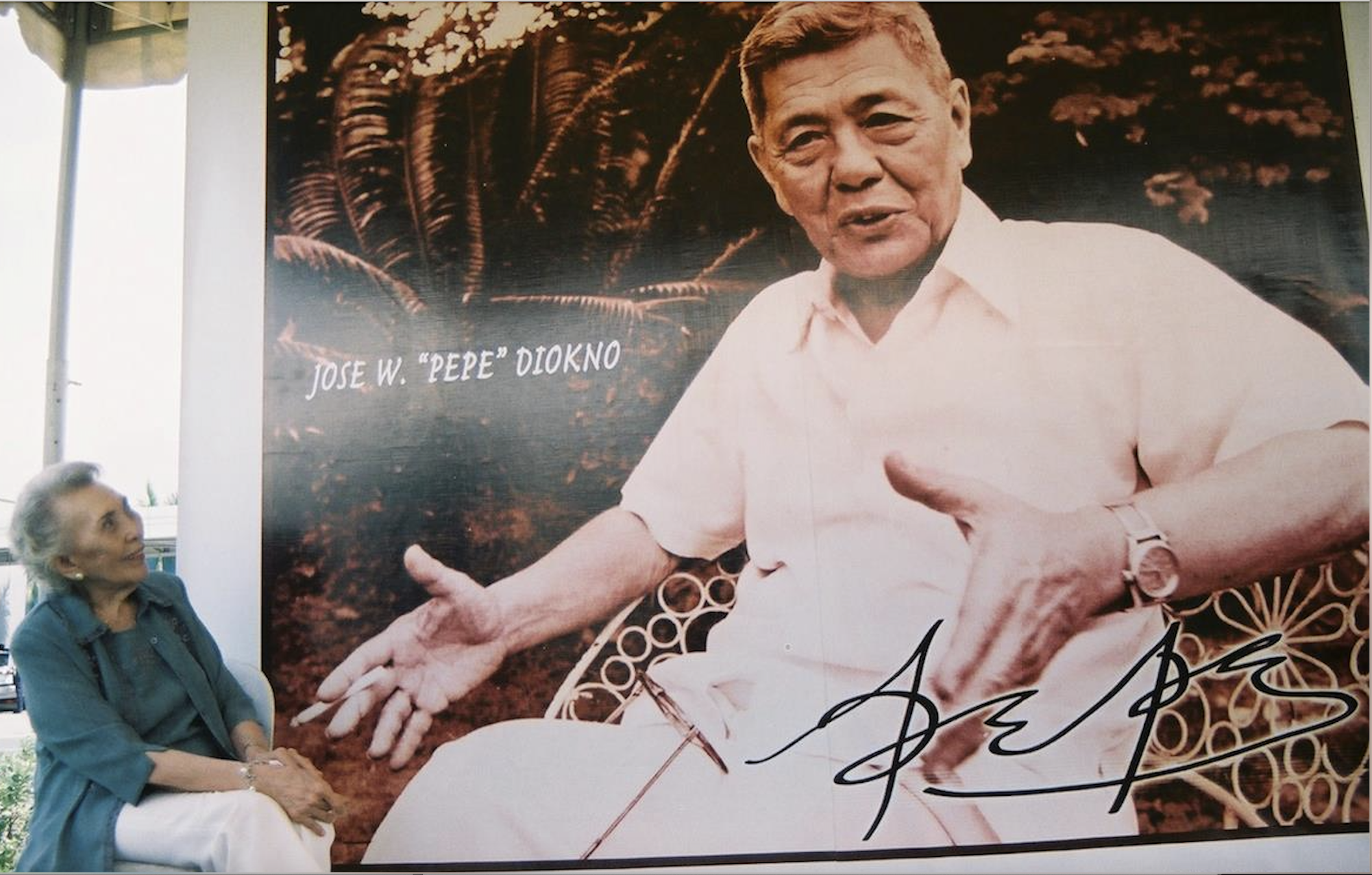
Carmen Diokno.

Sén. Diokno a épousé Carmen Reyes « Nena » Icasiano le 28 mars 1949, à l'église Ermita, avec qui il a eu dix (10) enfants nommés pour la plupart d'après saint Jude Thaddeus, le saint des causes perdues : Carmen Leonor ou « Mench », qui est né un an après le mariage et est devenu major de l'université, puis a d'abord rejoint l'industrie du vêtement avec son mari Emil Escay avant de travailler pour des ONG; Jose Ramon ou « Popoy », qui a rejoint le groupe de sociétés Lopez qui a créé la société ABS-CBN ; Maria Paz Tadea ou « Pat », qui a rejoint des sociétés bancaires en Europe et au niveau national telles que ComBank ; Maria Serena Encarnacion ou « Maris », qui est une historienne de renommée nationale ; Maria Teresa Tadea ou « Maitet », qui est diplômée UP cum laude en économie et est directrice exécutive d'une institution à but non lucratif appelée IBON Foundation ; Maman. Socorro Tadea ou « Cookie », qui est secrétaire général du Conseil régional des droits de l'homme en Asie et secrétaire général du FLAG depuis 1976 ; Jose Miguel Tadeo ou « Mike », qui est un avocat basé aux États-Unis ; José Manuel Tadeo ou « Chel », qui est professeur et avocat ; Maria Victoria Tadea ou « Maia », également avocate et secrétaire du CHR de son père ; et Martin Jose Tadeo, qui est un architecte singapourien de l'UST et est adopté à l'âge de deux semaines. Diokno a également au moins 18 petits-enfants et 11 arrière-petits-enfants,. 
Ses enfants excellaient tous dans leurs études, mais Diokno réprimandait souvent ses enfants pour leur manque de notes parfaites, ce à quoi Maris répondait qu'étudier dans des écoles comme l'UP fondée aux États-Unis (qui est l'université nationale publique officielle et où Sen. Diokno a souhaité s'inscrire mais est interdit par ses parents politiquement modérés) a obtenu de très bons scores équivalents à des scores parfaits à DLSU, une université catholique privée et sectaire. Ils sont assez dévots, car ils ont fréquemment des prières nocturnes du chapelet et sont des dévots de saint Joseph et de saint Thaddée, Diokno portant souvent un chapelet dans sa poche, qu'il pratiquait depuis ses jours élémentaires au Collège De La Salle.
Chel Diokno est avocat des droits de l'homme, président du FLAG, directeur du Diokno Law Center et membre de la Fondation Jose W. Diokno, doyen fondateur de la DLSU Tañada-Diokno School of Law et ancien conseiller spécial du Comité du ruban bleu du Sénat. Chel Diokno s'est présenté deux fois au poste de sénateur et a presque obtenu suffisamment de voix pour obtenir un siège. Il a rejoint la coalition Otso Diretso (huit candidats directs au Sénat) et la coalition de Leni Robredo, qui s'opposait à l'administration Rodrigo Duterte. Duterte est comparé à la famille Marcos sans le milieu privilégié ou les liens américains de Marcos, mais au lieu de cela, il est vu en train de s'attirer les faveurs du Parti communiste chinois,. Duterte a également commis des violations des droits de l'homme et, comme Marcos, a fermé la société de médias ABS-CBN. FLAG a représenté la fondatrice de Rappler, Maria Ressa, lors d'audiences judiciaires intentées contre elle par l'administration Duterte pour les rapports de Rappler sur la guerre de Duterte contre la drogue et le meurtre de toxicomanes,.

## Ascendance
|  |                                                              |  |  |  |  |  |  |  |  |  |  |  |  |  |  |  |
|  | 8. Ángel Diokno                                              |  |  |  |  |  |  |  |  |  |  |  |  |  |  |  |
|  |                                                              |  |  |  |  |  |  |  |  |  |  |  |  |  |  |  |
|  |                                                              |  |  |  |  |  |  |  |  |  |  |  |  |  |  |  |
|  | 4. Ananías Diokno                                            |  |  |  |  |  |  |  |  |  |  |  |  |  |  |  |
|  |                                                              |  |  |  |  |  |  |  |  |  |  |  |  |  |  |  |
|  |                                                              |  |  |  |  |  |  |  |  |  |  |  |  |  |  |  |
|  | 18. Juan Noblejas                                            |  |  |  |  |  |  |  |  |  |  |  |  |  |  |  |
|  |                                                              |  |  |  |  |  |  |  |  |  |  |  |  |  |  |  |
|  |                                                              |  |  |  |  |  |  |  |  |  |  |  |  |  |  |  |
|  | 9. María Andrea Noblejas y Sauza                             |  |  |  |  |  |  |  |  |  |  |  |  |  |  |  |
|  |                                                              |  |  |  |  |  |  |  |  |  |  |  |  |  |  |  |
|  |                                                              |  |  |  |  |  |  |  |  |  |  |  |  |  |  |  |
|  | 19. Restituta María del Carmen Sauza y Berenguer de Marquina |  |  |  |  |  |  |  |  |  |  |  |  |  |  |  |
|  |                                                              |  |  |  |  |  |  |  |  |  |  |  |  |  |  |  |
|  |                                                              |  |  |  |  |  |  |  |  |  |  |  |  |  |  |  |
|  | 2. Ramón Diokno                                              |  |  |  |  |  |  |  |  |  |  |  |  |  |  |  |
|  |                                                              |  |  |  |  |  |  |  |  |  |  |  |  |  |  |  |
|  |                                                              |  |  |  |  |  |  |  |  |  |  |  |  |  |  |  |
|  | 5. Paulina Marasigan                                         |  |  |  |  |  |  |  |  |  |  |  |  |  |  |  |
|  |                                                              |  |  |  |  |  |  |  |  |  |  |  |  |  |  |  |
|  |                                                              |  |  |  |  |  |  |  |  |  |  |  |  |  |  |  |
|  | 1. Jose W. Diokno                                            |  |  |  |  |  |  |  |  |  |  |  |  |  |  |  |
|  |                                                              |  |  |  |  |  |  |  |  |  |  |  |  |  |  |  |
|  |                                                              |  |  |  |  |  |  |  |  |  |  |  |  |  |  |  |
|  | 6. Roberto Wright                                            |  |  |  |  |  |  |  |  |  |  |  |  |  |  |  |
|  |                                                              |  |  |  |  |  |  |  |  |  |  |  |  |  |  |  |
|  |                                                              |  |  |  |  |  |  |  |  |  |  |  |  |  |  |  |
|  | 3. Leonor Wright                                             |  |  |  |  |  |  |  |  |  |  |  |  |  |  |  |
|  |                                                              |  |  |  |  |  |  |  |  |  |  |  |  |  |  |  |
|  |                                                              |  |  |  |  |  |  |  |  |  |  |  |  |  |  |  |
|  | 7. Irene Garcia                                              |  |  |  |  |  |  |  |  |  |  |  |  |  |  |  |
|  |                                                              |  |  |  |  |  |  |  |  |  |  |  |  |  |  |  |
|  |                                                              |  |  |  |  |  |  |  |  |  |  |  |  |  |  |  |